# Oskar Ernst Bernhardt
Oskar Ernst Bernhardt (18 avril 1875, Bischofswerda - 6 décembre 1941, Kipsdorf (Altenberg)), plus connu sous le nom de plume d’Abd-ru-shin (ou Abdruschin), est un écrivain allemand orienté vers la philosophie et la spiritualité, et dont l'œuvre principale est Dans la Lumière de la Vérité - Message du Graal. Il s'y présente comme le Messie. Il était le gourou d'une secte apocalyptique.

## Biographie
Oskar Ernst Bernhardt est né à Bischofswerda en Saxe (Allemagne) le 18 avril 1875. Après une carrière commerciale, au tournant du siècle, il entreprend de voyager à travers le monde, ce qui lui permet de rédiger des nouvelles, des récits de voyage, des romans et diverses pièces de théâtre.
Séjournant à Londres en 1914, il y est surpris par la déclaration de guerre et est interné, en tant que citoyen de l'Allemagne, en guerre contre l'Angleterre, dans l'île de Man, et ceci jusqu'à la fin de la guerre. Sa détention le conduit à une profonde réflexion sur la vie, l'être humain et sa place dans la Création.
Après la guerre, à la suite des prises de conscience et reconnaissances faites pendant sa période de détention, il commence à élaborer son œuvre principale, qu'il entreprend de publier sous forme d'exposés, à partir de 1923, dans les Gralsblätter (Feuillets du Graal), puis dans la publication irrégulière Der Ruf (L'Appel). En 1926, paraît un premier recueil de quarante-trois de ces exposés, sous le nom Dans la Lumière de la Vérité, avec le sous-titre Nouveau Message du Graal (édition appelée Lila-Botschaft ou Edition Violette, à cause de la couleur de la couverture).
En février 1928, il s'installe avec sa famille dans le Tyrol autrichien, sur le Vomperberg, dans la commune de Schwatz.
En 1931, il publie la Grande Édition de son œuvre: Dans la Lumière de la Vérité, Message du Graal, comprenant 91 exposés avec un appendice comportant l'étude Les Dix Commandements et l'exposé La Vie. Il continuera à publier ensuite d'autres exposés individuels et réponses à des questions polycopiés. Une partie d'entre eux constitueront le recueil Résonances au Message du Graal, tome I, publié en 1934, tandis que d'autres seront publiés ultérieurement.
Le 12 mars 1938, jour de l’Anschluss, il est arrêté par les nazis, interdit de toute activité publique et incarcéré à Innsbrück. Assigné ensuite en résidence surveillée avec sa famille en Saxe, à Schlauroth (Görlitz) et Kipsdorf (Altenberg), il met secrètement à profit sa détention, d'après les témoignages de sa famille, pour se consacrer à une modification et une nouvelle présentation de son œuvre principale Dans la Lumière de la Vérité, Message du Graal, sous forme d'une édition en trois tomes, dite Édition de dernière main.
Cette édition n'est progressivement publiée que bien après son décès (intervenu le 6 décembre 1941), une fois finies les pénuries de papier, à partir de 1949, par ses héritiers.

## Œuvre
Dans son œuvre, il est le Fils de l'Homme qui devait venir pour le Jugement,,,,,,,,,. Le Mouvement international du Graal, un des mouvements fondés sur les enseignements de l'œuvre de Bernhardt, garde une certaine discrétion concernant le rôle messianique exact d'Abd-ru-shin.

## Mouvement
Son œuvre a donné lieu à la création du Mouvement International du Graal. Celui-ci est fondé en 1946, 5 ans après la mort de l'auteur, par ses héritiers et certains des adeptes de son enseignement. Il est reconnu d'utilité publique dans plusieurs pays (Allemagne, Canada...).
En France ce mouvement est suspecté d’être une secte. Présent dans le premier rapport de la commission d’enquête parlementaire sur les sectes de 1995 il sera régulièrement pointé par la MIVILUDES pour ses pratiques visant à séparer ses adeptes de leur famille si elles ne sont pas croyantes, voir Commissions d'enquête parlementaires sur les sectes en France,.